# Lygia Fagundes Telles
Lygia Fagundes da Silva Telles ORB • OAL • OMDCGM • HC • OI (São Paulo, 19 de abril de 1918 – São Paulo, 3 de abril de 2022), também conhecida como "a dama da literatura brasileira" e "a maior escritora brasileira" enquanto viva, foi uma escritora brasileira, considerada por acadêmicos, críticos e leitores uma das mais importantes e notáveis escritoras brasileiras do século XX e da história da literatura brasileira. Além de advogada, romancista e contista, Lygia teve grande representação no pós-modernismo, e suas obras retratavam temas clássicos e universais como a morte, o amor, o medo e a loucura, além da fantasia.
Nasceu na cidade de São Paulo, mas cresceu em Sertãozinho e noutros pequenos municípios do interior paulista, e desde pequena demostrou interesse pelas letras. Aos oitos anos, mudou-se para o Rio de Janeiro, permanecendo lá por cinco anos. De volta a São Paulo, matriculou-se no Instituto de Educação Caetano de Campos e passou a interessar-se por literatura. Sua estreia literária foi com o livro de contos Porão e Sobrado (1938), o qual foi bem recebido pela crítica; o sucesso se repetiu com Praia Viva (1944). Após ter concluído o curso de Direito na Faculdade de Direito do Largo de São Francisco, em 1946, onde conhecera Mário de Andrade e Oswald de Andrade, Paulo Emílio Sales Gomes, entre outros, integrou a academia de letras da faculdade e colaborou com os jornais Arcádia e A Balança. No ano seguinte, ela casou-se com Gofredo Teles Júnior, com quem teve Goffredo da Silva Telles Neto, casando-se novamente em 1962 com Paulo Emílio Salles Gomes. O terceiro livro de contos dela, O Cacto Vermelho, lançado em 1949, recebeu o Prêmio Afonso Arinos, da Academia Brasileira de Letras. Seu primeiro romance, Ciranda de Pedra, publicado em 1954, foi bem recebido pela crítica e público, tornando-a nacionalmente conhecida. Em paralelo à carreira literária, ela trabalhou como Procuradora do Instituto de Previdência do Estado de São Paulo, cargo que exerceu até a aposentadoria, e foi presidente da Cinemateca Brasileira, fundada pelo marido Paulo Emílio.
A década de 1970 foi de suma importância para Lygia e marcou seu êxito literário e consagração internacional, dado que foi naquele período em que ela publicou algumas de suas obras mais aclamadas e prestigiadas: Antes do Baile Verde (1970), cujo conto que dá título ao livro venceu o Grande Prêmio no Concurso Internacional de Escritoras, na França; As Meninas (1973), que ganhou o Prêmio Jabuti, da Câmara Brasileira do Livro, o Prêmio Coelho Neto da Academia Brasileira de Letras e "Ficção" da Associação Paulista de Críticos de Arte; e Seminário dos Ratos (1977), pelo qual ganhou o Pen Club do Brasil. Ela ingressou na Academia Paulista de Letras em 1982, e, em 1985, ocupou a cadeira de número dezesseis da Academia Brasileira de Letras, tomando posse em 12 de maio de 1987. Naquele mesmo ano, tornou-se membro da Academia das Ciências de Lisboa. Dentre seus outros sucessos estão: Verão no Aquário (1964), Mistérios (1981), As Horas Nuas (1989) e Invenção e Memória (2000). A escritora teve seus livros traduzidos para o alemão, espanhol, francês, inglês, italiano, polonês, sueco, tcheco, além de inúmeras edições em Portugal. Encontra-se colaboração da sua autoria na revista luso-brasileira Atlântico.
Na 17.ª edição do Prêmio Camões, maior láurea concedida a escritores de países com o português como a língua oficial, ocorrida em 2005, Lygia foi anunciada a vencedora. Ganhadora de todos os prêmios literários importantes do Brasil, homenageada nacional e internacionalmente, tornou-se, em 2016, aos 92 anos, a primeira mulher brasileira a ter sido indicada ao prêmio Nobel de Literatura.

## Vida

### Primeiros anos
Lygia de Azevedo Fagundes nasceu no dia 19 de abril de 1918 na rua Barão de Tatuí, do bairro de Santa Cecília, na cidade de São Paulo. Quarta filha de Maria do Rosário Silva Jardim de Moura, conhecida como Zazita, uma pianista, e Durval de Azevedo Fagundes, procurador e promotor público, que também trabalhou como advogado distrital, comissário de polícia e juiz. Em função do trabalho do pai, a família mudou-se muitas vezes para várias cidades do estado, vivendo em Apiaí, Assis, Itatinga e Sertãozinho. Nesses municípios, recebia o cuidado de babás dotadas de um farto repertório de lendas. Foram aquelas mulheres que deram à menina um sem-fim de histórias povoadas por mulas-sem-cabeça e lobisomens, o que a influenciou a criar seus próprios contos nas últimas páginas de seus cadernos escolares, os quais contava nas rodas de conversa.
Por causa da mentalidade preconceituosa da década de 1920, em que as mulheres não tinham condições de ousar determinadas profissões, sua mãe, uma excelente pianista, não prosseguiu na carreira que começou na adolescência, fazendo apenas os deveres domésticos considerados femininos. "Eu me lembro, era menina quando ia com a cesta para colher goiabas no quintal da nossa casa lá em Sertãozinho, onde meu pai era promotor. Minha mãe seria mais feliz se fosse pianista? E se ela continuasse estudando e compondo naquele antigo piano preto com os quatro castiçais, hein? Mas esta seria uma extravagância, uma ousadia e em vez de abrir o álbum de Chopin ela abria o caderno de receitas". Seu pai era um jogador contumaz e sempre a levava consigo a um cassino em Santos "para dar sorte", mas ele sempre perdia as apostas.
Depois de aprender a ler em casa, matriculou-se no Grupo Escolar do Arouche (atual Escola Estadual Artur Guimarães), onde ficou quatro anos. Era uma criança atrasada - não tinha base - e sofria porque não conseguia acompanhar a turma. Aos treze anos, em 1931, ela mudou-se com a mãe para o Rio de Janeiro, onde permaneceram por cinco anos. Em 1936, seus pais se separaram, mas não se desquitaram, e isso fez com que Lygia e a mãe retornassem a São Paulo para uma vida de "classe média empobrecida", enquanto o pai continuava com suas andanças pelo interior paulista, e a garota se matriculasse na Escola Caetano de Campos, na qual passou a interessar-se por literatura, incentivada pelos seus maiores amigos, os escritores Carlos Drummond de Andrade, Edgard Cavalheiro e Érico Veríssimo, formando-se em 1937.

### Início da carreira literária,casamentos e reconhecimento

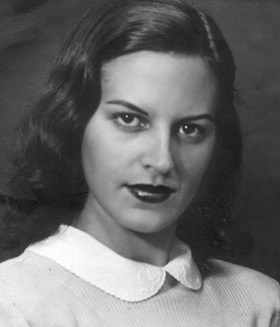
Lygia em 1945

Aos 20 anos, financiada pelo pai, Lygia publicou seu primeiro livro, Porão e Sobrado (1938), o qual foi bem recebido pela crítica. Cursou, em 1939, o pré-jurídico e a Escola Superior de Educação Física da Universidade de São Paulo (USP). Começou a participar ativamente de debates literários, nos quais conheceu Mário de Andrade e Oswald de Andrade, Paulo Emílio Salles Gomes, entre outros nomes da cena literária brasileira. Além disso, fez parte da Academia de Letras da Faculdade e escreveu para os jornais Arcádia e A Balança.
Em 1941, matriculou-se na Faculdade de Direito do Largo de São Francisco, sendo uma das seis mulheres em uma classe com mais de cem homens; lá, conheceu a poeta Hilda Hilst, que veio a ser a sua melhor amiga. A escritora afirmou, em entrevista, que sofreu deboche por ser mulher e por estar na faculdade e querer seguir a profissão de escritora, considerada masculina, dizendo que os rapazes perguntavam para ela e suas outras colegas de classe com irônico espanto o que elas foram fazer lá, "casar?" Para ela, esse começo foi difícil era um desafio, pois estavam na moda as poetisas, mas escrever um livro com a liberdade de abordar todos os temas, era outra coisa. "Sim, foi um duro desafio porque o preconceito era antigo e profundo. Enfim, eu sabia que na opinião de Trotsky os que vão logo na primeira fila são os que levam no peito as primeiras rajadas. A solução era assumir a luta, sair da condição de mulher-goiabada, [que é] a mulher caseira, antiga 'rainha do lar' que sabe fazer a melhor goiabada no tacho de cobre". Ela decidiu que seria advogada por causa do pai, que também se formou na São Francisco. Para custear os estudos, começou a trabalhar na Secretaria de Agricultura. Seu segundo livro, Praia Viva, saiu em 1944, um ano antes de seu bacharelado. Em 1949, três anos depois do término do curso de Direito, a escritora publicou, pela editora Mérito, seu terceiro livro de contos, O Cacto Vermelho, o qual recebeu o Prêmio Afonso Arinos da Academia Brasileira de Letras.
Em 1947, casou-se com Gofredo Teles Júnior (filho de Gofredo da Silva Telles), seu professor de direito internacional privado, de quem adquiriu o sobrenome. Na ocasião, Gofredo era deputado federal, e em virtude desse fato, o casal mudou-se para o Rio de Janeiro, onde funcionava a Câmara Federal. Lygia exerceu a profissão na Secretaria de Agricultura durante algum tempo, mas a abandonou pelas letras, tornando-se colaboradora do jornal carioca A Manhã, para o qual escreveu uma coluna de crônicas semanal. Em 1954, nasceu o único filho do casal, Goffredo da Silva Telles Neto.

"Fico aflita só de pensar nas novas gerações lendo esses meus livros (os dois primeiros) que não têm importância. Eu não quero que os jovens percam tempo com eles. Quero que conheçam o melhor de mim mesma, o melhor que eu pude fazer, dentro das minhas possibilidades".

Lygia Fagundes Telles sobre Ciranda de Pedra.
Com seu retorno à capital paulista, em 1952, começou a escrever seu primeiro romance, Ciranda de Pedra (1954), que a tornou conhecida nacionalmente. Na fazenda Santo Antônio, em Araras - São Paulo, de propriedade da avó de seu marido, para onde viajava constantemente, escreveu várias partes desse romance. Essa fazenda ficou famosa na década de 20, pois lá reuniam-se os escritores e artistas que participaram do movimento modernista, tais como Mário e Oswald de Andrade, Tarsila do Amaral, Anita Malfatti e Heitor Villa-Lobos. O crítico Antonio Cândido o considera o romance como o marco de sua maioridade como escritora, e ela própria, crítica severa de seus primeiros escritos, gosta de assinalar a publicação desse romance como sua estreia como escritora, afirmando, sobre aqueles, que "a pouca idade não justifica o nascimento de textos prematuros, que deveriam continuar no limbo", completando: "o que ficou pra trás são juvenilidades". Os críticos Paulo Rónai, Otto Maria Carpeaux e Carlos Drummond de Andrade também aclamaram-no. O livro foi adaptado com sucesso pela Rede Globo para a televisão em duas ocasiões: a primeira em 1981 e a segunda em 2008. Em 1958, a escritora publicou Histórias do Desencontro, o qual ganhou o Prêmio Artur Azevedo do Instituto Nacional do Livro.
Em 1960, Lygia se separou, mas não se divorciou, de Goffredo; no ano seguinte, começou a trabalhar como advogada no Instituto de Previdência do Estado de São Paulo. Ela trabalhou nesse escritório e continuou suas publicações simultaneamente até 1991. Seu segundo romance foi Verão no Aquário, lançado em 1963, que novamente foi bem recebido pela crítica e ganhou o Prêmio Jabuti, da Câmara Brasileira do Livro. Naquele mesmo ano, casou-se com o crítico de cinema Paulo Emílio Sales Gomes, a quem descreveu como "um homem encantador, inteligente, vibrante, irônico". Foi um escândalo: embora oficialmente continuasse casada (a lei brasileira não admitia o divórcio) com Goffredo, ela juntou-se com Paulo Emílio, enfrentando a maledicência da sociedade da época. Viveram juntos até a morte do escritor, em 1977. Com ele, escreveu o roteiro para cinema Capitu (1968), inspirado no romance Dom Casmurro, de Machado de Assis. Esse roteiro, que fora encomenda de Paulo César Saraceni, recebeu o Prêmio Candango, concedido ao Melhor Roteiro Cinematográfico. Ainda em 1963, Lygia começou a escrever o romance As Meninas, inspirado no momento político em que passava o país. Em 1964 e 1965 foram publicados seus livros de contos Histórias Escolhidas e O Jardim Selvagem, respectivamente.

### Consagração internacional
Embora tivesse estreado na década de 1940, foi apenas da década de 1970 que Lygia alcançou a plena maturidade de seus meios de expressão e marca o início da sua consagração na carreira, tornando-se um nome fundamental na ficção brasileira contemporânea. Publicou, então, alguns de seus livros mais importantes, os quais foram um êxito no exterior e traduzidos para várias línguas. Antes do Baile Verde (1970), cujo conto que dá título ao livro, foi um sucesso internacional, conquistando, em Cannes, o Grande Prêmio Internacional Feminino para Estrangeiros, em língua francesa, pelo qual concorreram 360 manuscritos de 21 países. O escritor Caio Fernando Abreu avaliou que Lygia "[é] basicamente uma contadora de histórias, no melhor e mais vasto significado da expressão". Antonio Candido, professor da Faculdade de Filosofia, Letras e Ciências Humanas da Universidade de São Paulo, ressaltou que a escritora "sempre teve o alto mérito de obter, no romance e no conto, a limpidez adequada a uma visão que penetra e revela, sem recurso a qualquer truque ou traço carregado, na linguagem ou na caracterização". O professor e ensaísta Silviano Santiago afirmou que "uma definição curta e sucinta dos contos de Lygia dirá que a característica mais saliente deles é a dificuldade que têm os seres humanos de estabelecer laços". O revisor e crítico Paulo Rónai também opinou favoravelmente sobre os dezoito contos de Antes do Baile Verde: "essas obras-primas, de tão fremente inquietação íntima e que exalam um desespero tão profundo, ganham a clássica serenidade das formas de arte definitivas". Na versão original, é apresentada uma carta escrita por Carlos Drummond de Andrade, em 1966, à Lygia em relação a obra:

Rio de Janeiro, 28 de janeiro de 1966.
Lygia querida:
[...] O livro está perfeito como unidade na variedade, a mão é segura e sabe sugerir a história profunda sob a história aparente. Até mesmo um conto passado na China você consegue fazer funcionar, sem se perder no exotismo ou no jornalístico. Sua grande força me parece estar no psicologismo oculto sob a massa de elementos realistas, assimiláveis por qualquer um. Quem quer a verdade subterrânea das criaturas, que o comportamento social disfarça, encontra-a maravilhosamente captada por trás da estória. Unir as duas faces, superpostas, é arte da melhor. Você consegue isso. Tão diferente da patacoada desses contistas que se celebram a si mesmo nos jornais e revistas e a gente lê e esquece o que eles escreveram! Conto de você fica ressoando na memória, imperativo.
Tchau, amiga querida. Desejo para você umas férias tranquilas, bem virgilianas.

Carta de Carlos Drummond de Andrade.
Em 1973, Lygia ganhou vários e importantes prêmios brasileiros com o romance As Meninas, publicado em Nova Iorque, em 1982, com o título de The girl in the photograph. O romance recebeu o Prêmio Jabuti; o Prêmio Coelho Neto, da Academia Brasileira de Letras e o prêmio de Ficção da Associação Paulista de Críticos de Arte. Ele conta a história de três jovens no início da década de 1970, um momento difícil na história política do Brasil devido à repressão da ditadura militar. Sobre a obra, Otto Maria Carpeaux afirmou: "Lygia tem realmente algo da delicadeza atmosférica de uma Katherine Mansfield. A diferença é apenas a seguinte: ela também sabe escrever romance e As Meninas é mesmo um romance de alta categoria". A escritora estava entre os intelectuais que foram para Brasília em 1977, para entregar o "Manifesto dos Intelectuais". O protesto foi a maior manifestação de intelectuais, desde 1968, contra o regime militar e censura da imprensa.
A censura vinha exorbitando em relação ao teatro, ao cinema, às artes plásticas, livros e jornais. Nós fomos nos sentindo frágeis. É bonito isso, o sentimento do homem fragilizado politicamente, a sua vontade de se reunir, de formar seus círculos. Em 1976, jovens escritores em Belo Horizonte, em mesas de bar, já estavam se levantando, tentando também armar não se sabe bem o quê, não se sabe se um manifesto ou um memorial. As ações estavam coincidindo, embora não houvesse ainda entre nós contato mais profundo. O movimento de Belo Horizonte acabou liderando grupos esparsos de São Paulo e do Rio, que tinha à frente Rubem Fonseca e José Louzeiro. Eu me sentia dentro de uma nova inconfidência, de origem mineira e âmbito nacional.— Lygia falando sobre o motivo do manifesto

Lygia Fagundes Telles, sem data. Arquivo Nacional

Em 1975, iniciou o projeto de construção do Museu de Literatura Brasileira, iniciativa semelhante à de Plínio Doyle quando em 1972 fundou a instituição Arquivo-Museu de Literatura Brasileira. Segundo ela, seria um “centro de estudos e pesquisas grande o bastante para ser realmente representativo da nossa literatura” para os estudos literários. Mesmo com apoio do Conselho Federal de Cultura, o Museu da Literatura Brasileira não aconteceu. Com a morte de Paulo Emílio Sales Gomes, em 1977, Lygia assume a direção da Cinemateca Brasileira e doa a documentação recolhida, entre fotografias e manuscritos de pouca ou nenhuma divulgação, ao Instituto de Estudos Brasileiros (IEB).
Em 1977, foi galardoada pelo Pen Club do Brasil, pela sua coletânea Seminário dos Ratos, que fora elogiada por Hélio Pólvora, o qual ressaltou que a escritora começa a projetar dimensões supra-reais, considerando a obra uma reunião de contos "fantásticos ou quase". Naquele ano participou da coletânea Missa do Galo: variações sobre o mesmo tema, livro organizado por Osman Lins a partir do conto clássico de Machado de Assis. Ela integrou o corpo de jurados do Concurso Unibanco de Literatura, ao lado dos escritores e críticos literários Otto Lara Resende, Ignácio de Loyola Brandão, João Antônio Ferreira Filho, Antônio Houaiss e Geraldo Galvão Ferraz. Em setembro do mesmo ano, faleceu Paulo Emílio Salles Gomes. A escritora assumiu, face ao ocorrido, a presidência da Cinemateca Brasileira, que Paulo ajudara a fundar.
No ano de 1978, a editora Cultura lançou Filhos Pródigos. Essa coletânea de contos foi republicada com o título de um de seus contos A Estrutura da Bolha de Sabão (1991). A Rede Globo levou ao ar um Caso Especial baseado no conto "O jardim selvagem". Sua próxima publicação, A Disciplina do Amor (1980), foi bem recebida pela crítica e ganhou o Prêmio Jabuti e o Troféu APCA da Associação Paulista de Críticos de Arte. O jornalista e autor Wladir Dupont escreveu que A Disciplina do Amor trata-se de "um conjunto de contos de estranho e belo mosaico, de fragmentos aparentemente desconexos". Ele considerou que a escritora atravessa muito bem a fronteira entre o sonho e a realidade, sendo a condição humana o tema que privilegia no livro. Fábio Lucas ressaltou que afloram mais contundentemente neste livro as reivindicações feministas que apareciam brandas nas [publicações da escritora] anteriores. Dupont ainda faz um paralelo de Lygia com Hilda Hilst, Adélia Prado, Rachel Jardim, Nélida Piñon e Lya Luft: "vigorosas em estilos heterogêneos", chamando a atenção para essas literaturas femininas e singulares. Ele sublinha que, já nos primeiros passos de sua carreira e na análise do contexto intelectual em que Lygia se situava, percebia o embrião da grande escritora que ela seria. Em uma entrevista, Lygia afirmou que "A Disciplina do Amor é meu melhor livro". Em 1981, a escritora lançou Mistérios, uma coletânea de dezenove contos fantásticos antigos e atuais, originada de uma edição na Alemanha, publicada sob o título Contos Fantásticos.

### Academia Brasileira de Letras
Em 1982, foi eleita para a cadeira 28 da Academia Paulista de Letras e, em 1985, por 32 votos a 7, foi eleita, em 24 de outubro, para ocupar a cadeira 16 da Academia Brasileira de Letras, na vaga deixada por Pedro Calmon, tomando posse em 12 de maio de 1987.
Às vezes, a esperança. O homem vai sobreviver, e essa certeza me vem quando vejo o mar, um mar que talhou com tanta poluição, embora! mas resistindo. Contemplo as montanhas e fico maravilhada porque elas ainda estão vivas. Sei que é preciso apostar e de aposta em aposta cheguei a esta Casa para a harmoniosa convivência com aqueles que apostam na palavra.— Lygia, em seu Discurso de Posse de 1987.
Em 26 de novembro de 1987, foi feita Comendadora da Ordem do Infante D. Henrique de Portugal. Questões relacionadas ao envelhecimento e à solidão estão presentes em seu trabalho seguinte, o romance As Horas Nuas (1989), no qual o leitor segue o desnudamento da personagem Rosa Ambrósio, com suas frustrações expostas nas memórias que ela dita num gravador. Ainda em 1989, a escritora recebeu a Comenda Portuguesa Dom Infante Santo. Em 1990, seu filho, Goffredo Neto, realizou o documentário Narrarte, sobre a vida e a obra da mãe. Em 1991, aposenta-se como funcionária pública. A Rede Globo de Televisão apresentou, em 1993, dentro da série Retrato de Mulher, a adaptação da própria escritora do seu conto "O moço do saxofone", que faz parte do livro Antes do baile verde, num episódio denominado "Era uma vez Valdete". Lygia participou da Feira do Livro de Frankfurt, na Alemanha, em 1994, e lançou, no ano seguinte, um novo livro de contos, A Noite Escura e Mais Eu, o qual ganhou os prêmios de Melhor Livro de Contos, concedido pela Biblioteca Nacional; Prêmio Jabuti, da Câmara Brasileira do Livro e Prêmio APLUB de Literatura.
Em 1996, estreou o filme As Meninas, de Emiliano Ribeiro, baseado no romance homônimo da escritora. Em maio de 1997, Lygia participou da série O escritor por ele mesmo, projeto do Instituto Moreira Salles (IMS) que compreendia um depoimento ao vivo, nas sedes do IMS, e a leitura de textos do autor, feita por ele próprio, gravados em CD anteriormente e distribuídos ao público no dia do depoimento. Para esse projeto, Lygia gravou a leitura de dois contos: "A estrutura da bolha de sabão" e "As formigas". Em março do ano seguinte, o IMS a homenageou com a edição do volume nº 5 dos Cadernos de Literatura Brasileira. A edição contou com a reprodução do primoroso conto "Que se chama solidão", que, ao lado de outros também inéditos, seriam incluídos posteriormente em Invenções e memória. A editora Rocco adquiriu os direitos de publicação de toda a obra passada e futura da escritora. No ano seguinte, a convite do governo francês, a brasileira participou do Salão do Livro da França.

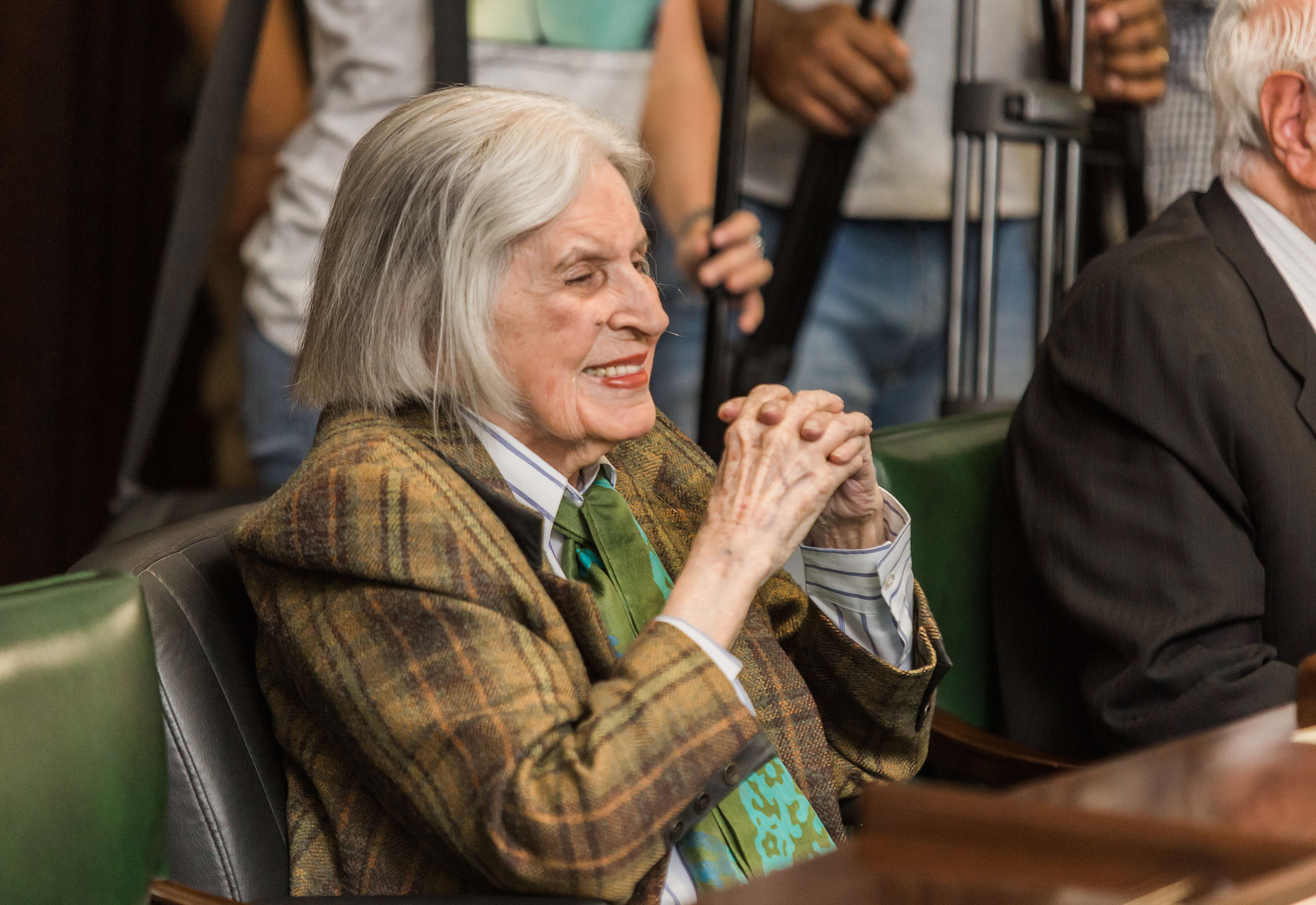
Lygia na inauguração da Fachada do Edifício da Academia Paulista de Letras ocorrida no dia 19 de outubro de 2017

Em 2000, publicou o livro Invenção e Memória, o qual foi agraciado com o Prêmio Jabuti na categoria Ficção, o "Golfinho de Ouro" e o Grande Prêmio da Associação Paulista dos Críticos de Arte, e é considerado pela escritora também como seu melhor livro. "Sou como as mães em relação a seus filhos: o caçula é sempre o que recebe mais atenção." Segundo a autora, a recepção de Invenção e Memória foi uma surpresa. Na sua opinião, A Noite Escura e Mais Eu (1995), também de contos, tinha mais preocupações estéticas. Segundo ela, Invenção e Memória foi um livro que pegou as pessoas e também as novas gerações, "por uma questão de amor mesmo. [...] Se os jovens me aceitam, eu não vou me perder; quer dizer, eu posso me perder na morte, mas a palavra escrita fica." Em março do mesmo ano, ela recebeu o título de Doutora Honoris Causa pela Universidade de Brasília.
Em maio de 2005, Lygia recebeu o Prêmio Camões, o mais importante da literatura em língua portuguesa, pelo conjunto de suas obras, distinguida pelo júri composto por Antônio Carlos Sussekind (Brasil), Ivan Junqueira (Brasil), Agustina Bessa-Luís (Portugal), Vasco Graça Moura (Portugal), Germano de Almeida (Cabo Verde) e José Eduardo Agualusa (Angola). Sobre a premiação, Urbano Tavares Rodrigues declarou: "Lygia [...] teve finalmente o Prêmio Camões, que há muito merecia, pela infinita riqueza da sua obra literária, tão brasileira e universal, tão subtil e mágica, tão realista na análise social e na indagação do mais fundo e contraditório dos seres humanos…quero agora enviar-lhe, com este artigo, um abraço grande, impregnado de toda a minha admiração pela escritora multiforme, hiper consciente na sua reinvenção irónica e comovida do mundo, solidária na sua escrita". Seu trabalho mais recente foi Um Coração Ardente, publicado em 2012. Em fevereiro de 2016, foi indicada ao Prêmio Nobel de Literatura pela União Brasileira de Escritores.

## Obra

### Estilo de escrita e influências

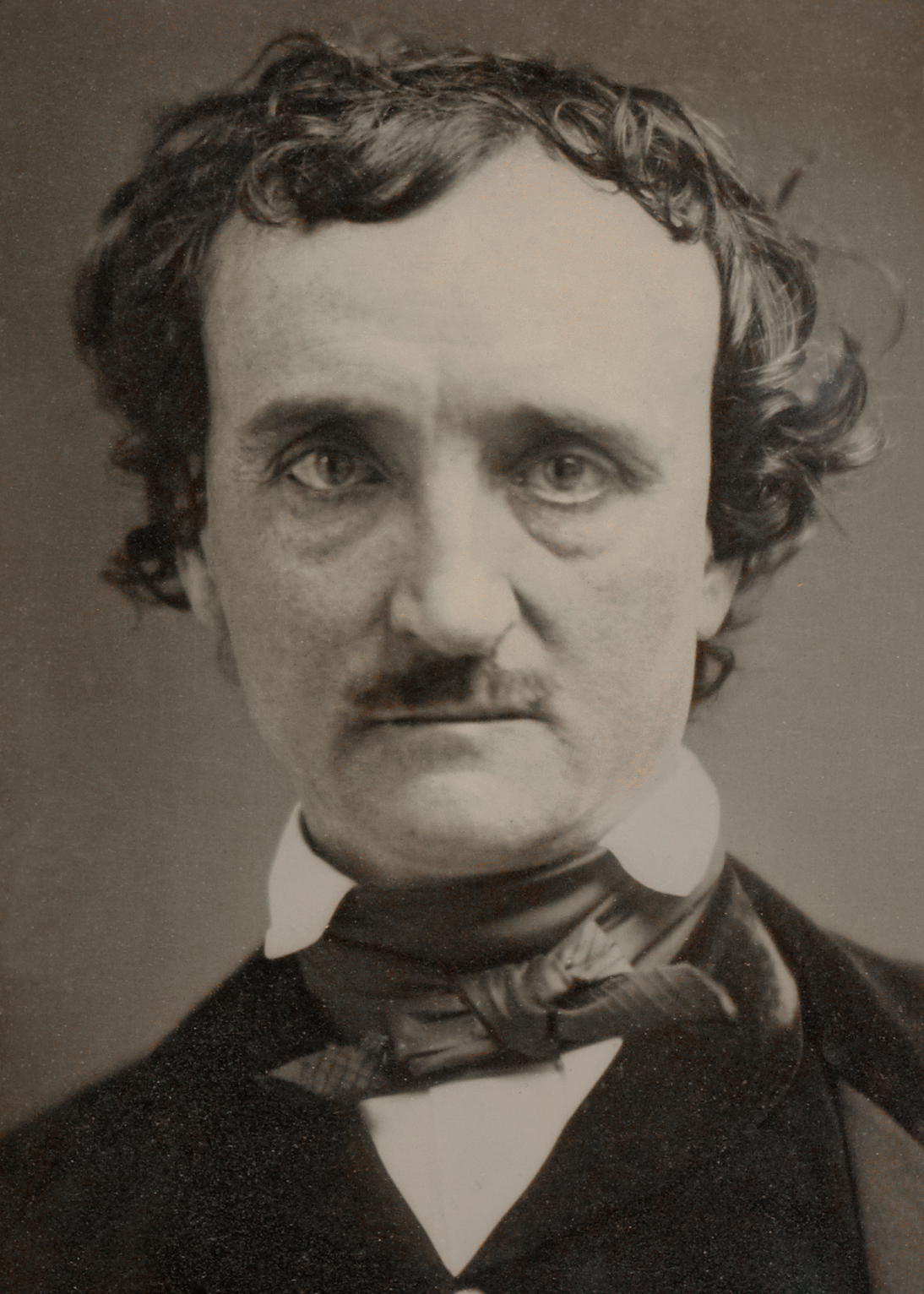
Os contos fantásticos de Lygia refletem o estilo do escritor estadunidense Edgar Allan Poe.

Com sua amiga Clarice Lispector, a obra de Lygia estabeleceu um interessante diálogo, pois ambas exploraram, de maneira inédita até então, o universo feminino sob uma perspectiva moderna, rompendo com o moralismo social que deixava a mulher sempre à margem da figura masculina. Traçou o de suas personagens através das técnicas do fluxo de consciência e do monólogo interior, alçando-as ao posto de protagonista de suas histórias. Além de abordar intensamente a temática feminina, Lygia abriu espaço em sua obra para temas como a vida nas grandes cidades, assim como os problemas sociais e outros temas polêmicos, como drogas, adultério e o amor. Em geral, suas personagens são seres inquietos e vulneráveis, instrumentos de reflexão psicológica, que se movimentam em aparente espontaneidade, como representação irônica da sociedade. Lygia fez a fusão do fantástico à realidade do espaço urbano, incorporando em seus contos muitos elementos modernos, como os contos A caçada, Venha ver o pôr do sol e As formigas.
As obras lygiana angariou influência de importantes nomes da literatura. Cronologicamente, a escritora se posiciona na geração modernista de 1945, ao lado de Guimarães Rosa, Lispector, Rubem Braga e Dalton Trevisan; portanto, observa-se influência do fluxo de consciência e da epifania, recursos utilizados por esses escritores. Enquanto seus romances ganharam ares de literatura realista, os contos da autora refletem o estilo de Edgar Allan Poe, escritor estadunidense de tendência romântica e fantástica. Em algumas de suas histórias fundiu a realidade do espaço urbano ao fantástico, ultrapassando a fronteira do real ao assumir uma tendência notadamente surrealista.
"[...] Quero te dizer que nós as criaturas humanas, vivemos muito (ou deixamos de viver) em função das imaginações geradas pelo nosso medo. Imaginamos consequências, censuras, sofrimentos que talvez não venham nunca e assim fugimos ao que é mais vital, mais profundo, mais vivo. A verdade, meu querido, é que a vida, o mundo dobra-se sempre às nossas decisões. [...]"— Trecho do livro As Meninas, publicado em 1973.
Dentre os autores brasileiros, a escritora se diz influenciada por Machado de Assis especialmente por sua "ambiguidade, o texto enxuto, a análise social e a ironia fina". Em 1967, ela realizou a adaptação cinematográfica do romance Dom Casmurro com Paulo Emílio Sales Gomes, intitulado Capitu, com direção de Paulo Cesar Saraceni.
Lygia praticava a reescrita de seus textos visando o aprimoramento literário. Esse resgate incluía também a reorganização dos contos dentro das coletâneas.

### Linguagem
A sinestesia é uma das principais figuras de linguagem utilizadas nos contos de Lygia: a cor verde é constantemente citada como referência à passagem da vida à morte; às vezes, alude à esperança, à inveja e ao dinheiro. As variações linguísticas são também usufruídas como representação das personagens retratadas de acordo com seu nível social e com a situação da comunicação. Outros dois traços marcantes na literatura de Lygia são a ambiguidade e a ironia, presentes em Ciranda de Pedra (1954), Antes do Baile Verde (1970) e As Meninas (1973), nas quais a escritora estabelece conflitos internos do homem vivendo em sociedade.

#### Antes do Baile Verde
A linguagem de Antes do Baile Verde modifica conforme a temática de cada conto. Em geral, há um tom engajado como denúncia velada à desigualdade social e uma oposição ao regime militar no Brasil; há presença ampla do discurso indireto livre para enfatizar a análise psicológica feita das personagens e o uso de inúmeras figuras de linguagem, como metáfora, personificação e sarcasmo. A autora utiliza linguagem clara, concisa, descartando tudo o que poderia ser considerado desnecessário para a ficção. O emprego dos diálogos, por meio dos quais autor e narrador constroem as personagens, desenvolvem o enredo, transmitem as informações ao leitor, é feito de maneira primorosa e também contribui para a rapidez narrativa de Lygia.
Sempre que possível, mostra os fatos ao invés de contá-los para o leitor, tirando proveito das características determinantes do modo showing de narrar, a imitação verdadeira, a mimese, as falas diretas, o modo dramático, como que propiciando que a história se conte por si mesma. Assim, em grande parte dos contos, o leitor tem a sensação que o narrador se esconde e que ele, leitor, é também personagem e observa os fatos acontecerem diante dos próprios olhos. Existem momentos de ousadia e coragem, principalmente com relação à seleção de temas, mas, na maioria das vezes, a escritora pode ser classificada como prudente no ato de escrever, não explorando todos os artifícios narrativos que os recursos retóricos da linguagem disponibilizam. Lygia, de certo modo, limita o uso de recursos praticados na "modernidade", ou seja, aqueles que buscam uma ruptura radical com os moldes tradicionais.

#### As meninas
Em As Meninas, a escritora não cai na futilidade, não se banaliza, e a linguagem é coloquial e expressiva e os diálogos abandonam os padrões formais. A narração em primeira pessoa é manipulada de forma primorosamente cambiante: ela se desloca constantemente para o fluxo de consciência das três amigas, que se entrevistam, que se apresentam umas às outras e ao leitor, que refletem continuamente sobre si mesmas e umas sobre as outras, arrastando-os nessas frequentes invasões à privacidade de Ana Clara, Lorena e Lia, que vão se revelando gradativamente diante do leitor. Cada personagem tem um estilo peculiar de expressar-se, pois cada uma delas se exprime dentro de seu "dialeto" coloquial - o discurso mais elaborado e culto de Lorena, o regionalismo politicamente engajado de Lia e o pensamento confuso e truncado de Ana "Turva".
Outro ponto na forma de expressão das três moças é que elas falam em primeira pessoa; Lorena, Lia e Aninha usam o pronome Eu. Cada moça é sempre um Eu observador, que mostra sua própria posição, quando fala das outras. O narrador da obra nada fala de si, só fala das três, logo, é um narrador onisciente (que tudo sabe) e de terceira pessoa, como costumam ser os oniscientes, e deixa que as elas falem por si mesmas, dando a impressão de um teatro com alguns diálogos e muitos monólogos. O narrador, no entanto, é desconhecido, e nem pode se dizer que seja Lygia, pois ela é a autora, a pessoa física e real que escreveu o romance, e nele concebeu um narrador sobre o qual se sabe muito pouco ou nada. A seguir uma das passagens do romance em que esse narrador se mostra um pouco:
Inclinou-se [Lorena] para os lados, numa profunda reverência, os braços em arco para trás, as mãos se tocando como pontas de asas entreabertas. Agradeceu recuando um pouco, o sorriso modesto posto no chão. Mas empolgou-se ao colher uma flor no ar, beijou-a, atirou-a triunfante para as galerias e voltou rodopiando à janela. Acenou para a jovem que esperava de braços cruzados no meio da alameda. Levou as mãos ao lado esquerdo do peito e suspirou com ênfase.
— As Meninas, páginas 11-12.
Aqui, por exemplo, o narrador se revela, porque ele está em sua função de falar sobre a personagem. Mas, nesses raros momentos em que se mostra, tal narrador revela a manipulação das técnicas "românticas" de apresentação das meninas-moças. "Isso acaba se harmonizando bem com o realismo dos monólogos, onde as confissões tendem a ser mais brutais e mais modernas".

### Temática
Para escrever, você precisa se dedicar de corpo e alma a seu personagem, a seu enredo e à sua ideia. É preciso que seja um ato de amor, uma doação absoluta, e é impossível sair do transe enquanto não dá a história por acabada, enquanto não decifra o humano. O detalhe é que o ser humano é indefinível. Por mais que tente, você não consegue defini-lo totalmente. O ser humano é inalcançável, inacessível e incontrolável, ele está sujeito a esses três 'Is'.

Lygia a falar sobre escrita.
Vivendo a realidade de uma escritora do terceiro mundo, Lygia considera sua obra de natureza engajada, comprometida com a difícil condição do ser humano em um país de tão frágil educação e saúde, e procura apresentar em seus textos a realidade envolta na sedução do imaginário e da fantasia. Especialmente em seus romances, as personagens principais tendem a ser mulheres, dotadas de um psicologismo intenso e de comportamentos muito marcantes, como Virgínia, de Ciranda de Pedra, Raíza, de Verão no Aquário e Lorena, Lia e Ana Clara, de As Meninas. Essa recorrência poderia ser interpretada como um evidente engajamento feminista. O choque do desconhecido no cotidiano aparece em vários textos da escritora, o qual provoca um sentimento de dúvida, medo e ambiguidade. Entre os contos que lidam com o sobrenatural estão As Formigas, Natal na Barca, e Noturno Amarelo.

### Crítica literária
A obra lygiana já foi elogiada por renomados escritores da literatura nacional e internacional, os quais se renderam à sua elegante escrita. Clarice Lispector, Carlos Drummond de Andrade, Caio Fernando Abreu, José J. Veiga, José Saramago, entre outros, já expuseram opiniões importantes e fizeram parte do público de admiradores da obra da escritora. Segundo o crítico José Castello, ela "é uma escritora que se dedica aos temas universais: a loucura, o amor, a paixão, o medo, a morte".
Para João Ubaldo Ribeiro, "é a grande dama da literatura brasileira". Milton Hatoum destaca a magnitude e a perenidade dos contos de Antes do Baile Verde e Seminário dos Ratos, livros publicados nos anos 1970. Já Ignácio de Loyola Brandão garante não "existir, na literatura brasileira, uma pessoa mais adorável". Muitos livros se tornaram clássicos, como o romance As Meninas (1973), "livro até hoje muito lido nas escolas, pois reflete o impasse de jovens que viveram numa época obscura", observa Hatoum. "O destino das personagens é, de algum modo, o destino de uma geração movida por sonhos de liberdade sexual e política, ou por um desejo de ascensão social. É um romance que opera com o equilíbrio entre o psicológico, o social e o político. Sem dúvida, um dos melhores livros da autora."
Lispector afirmou que Lygia é uma das maiores escritoras de contos do país; "inclusive entre os homens". J. Veiga foi outro nome a escrever sobre o domínio da sua técnica narrativa: "De que tratam os contos de Lygia Fagundes Telles? Ora, do que acontece ao redor dela e ao redor de nós e também do nosso interior, claro. Em suma, tratam dos ‘naturais tormentos dos quais a condição humana é herdeira’, como já descobrira ou suspeitara o príncipe da Dinamarca. E o que foi que viu ao seu redor, ou ao redor de sua mente ou dentro dela e que disparou o mecanismo lygiano da criação? Obviamente o que a sua inteligência e a sua sensibilidade focalizaram em dado momento — instantes, lampejos, sementes, pensamentos, lembranças". O português José Saramago foi outro reconhecido autor que admirava sua obra: "Recentemente estava eu a folhear alguns livros de Lygia Fagundes Telles que desde há muito me acompanham na vida, a afagar com os olhos páginas tantas vezes soberbas. Releio-os uma vez mais, palavra a palavra, sílaba a sílaba, saboreando ao de leve a pungente amargura daquele mel". Wilson Martins, crítico literário brasileiro, observou que a escritora ultrapassou o "círculo de giz autobiográfico" no qual giram desesperadamente tantos contistas modernos, uma vez que "ela possui, pois, a primeira qualidade do ficcionista, a de saber colocar-se na pele dos outros. Essa é mais uma ambiguidade do conto, que ela assume com a mesma autoridade de Machado de Assis ou de Joaquim Paço D'Arcos". Tal-qualmente, Caio Fernando Abreu escreveu: O texto de Lygia prima pela unidade, pela densidade, pela extraordinária dignidade que confere à língua portuguesa, mesmo quando trata de temas ou situações sórdidas, perversas, violentas. Ler Lygia Fagundes Telles, para quem é dado a esses requintes, traz o prazer da descoberta da beleza, da sonoridade e da expressividade".

## Perspectivas

### Política
Lygia era conhecida por ser adepta da liberdade ampla e irrestrita. Em uma entrevista, confessou sua decepção com a fórmula usada pelos profissionais da política brasileira, e contou também que conseguia fazer política sem participar do poder público, estando sua mensagem política por inteiro em sua obra literária, na qual denuncia de forma embelezada vários problemas da sociedade, os quais podem ser observados se seus textos "forem lidos com cuidado". A denúncia, para ela, deve ser feita de forma indireta; assim, atinge a consciência de maneira reflexiva.
Era socialista na juventude, e voltou a ser novamente na terceira idade, afirmando crer que o socialismo era a única saída. Durante a eleição presidencial no Brasil em 1994, votou em Fernando Henrique Cardoso, o que fê-la arrepender-se posteriormente, completando: "[...] depois suspendi o juízo. Foi uma grande decepção para mim o governo dele. É um homem tão inteligente, tão culto, contudo não fez pelo Brasil aquilo que eu esperava. Sou uma jogadora, como meu pai, mas minhas apostas agora são outras em relação ao Brasil". Na eleição municipal de São Paulo em 2000, ela apoiou Marta Suplicy.
Lygia não apoiava nenhum partido político, declarando que sua posição partidária estava, por inteiro, nos seus livros As Meninas, As Horas Nuas, Ciranda de Pedra e Seminário dos Ratos, e que os partidos são muito "mandões" e ela não aceitava imposições sem questionamento, pois tinha suas éticas e códigos, apesar de dizer que não possuía críticas aos afiliados. Também criticou a profissão de político no Brasil, afirmando que é um horror aonde chegou o profissionalismo político no país e que a política deixou de ser coisa séria, transformando-se em um mecanismo de ganho, de mando e desmando, de conquista, e que a fórmula usada por políticos brasileiros é lamentável.
Em seus 25 livros publicados, Lygia mostrou um pouco de seu mundo coordenado, contemplativo e de sua segura maneira de pensar. Citou o livro As Meninas como exemplo de seu trabalho em que faz uma denúncia de forma indireta, dizendo que poucos críticos perceberam suas contestações políticas e que deve ter sido esse livro o único que teve a audácia de apresentar um panfleto que descrevia a tortura. Ela denunciou aquela prática da ditadura que sufocava o país, e afirmou que cabe ao leitor ficar atento à maneira com que cada escritor tenta passar sua mensagem, e que a denúncia deve ser feita de maneira ambígua, porém reta no objetivo. No entanto, foi no romance As Horas Nuas em que a escritora escreveu com a maior liberdade sobre o assunto, no qual esforçou-se até conseguir que suas personagens se entregassem, se colocassem numa posição de doação absoluta. "Era a busca da liberdade que desejava delas, e ao mesmo tempo a liberdade que exigia de mim. É o livro mais livre e louco que já escrevi".
Sobre intelectuais de relevantes posicionamentos críticos, que sem participar de poder político deram sua mensagem política, Lygia apontou como exemplos Carlos Drummond de Andrade, a quem se referiu que em seus poemas deu o recado: "Tu não me enganas, mundo; eu não te engano a ti", e Cecília Meirelles, que fez sua revelação de contestação política em Romanceiro da Inconfidência.

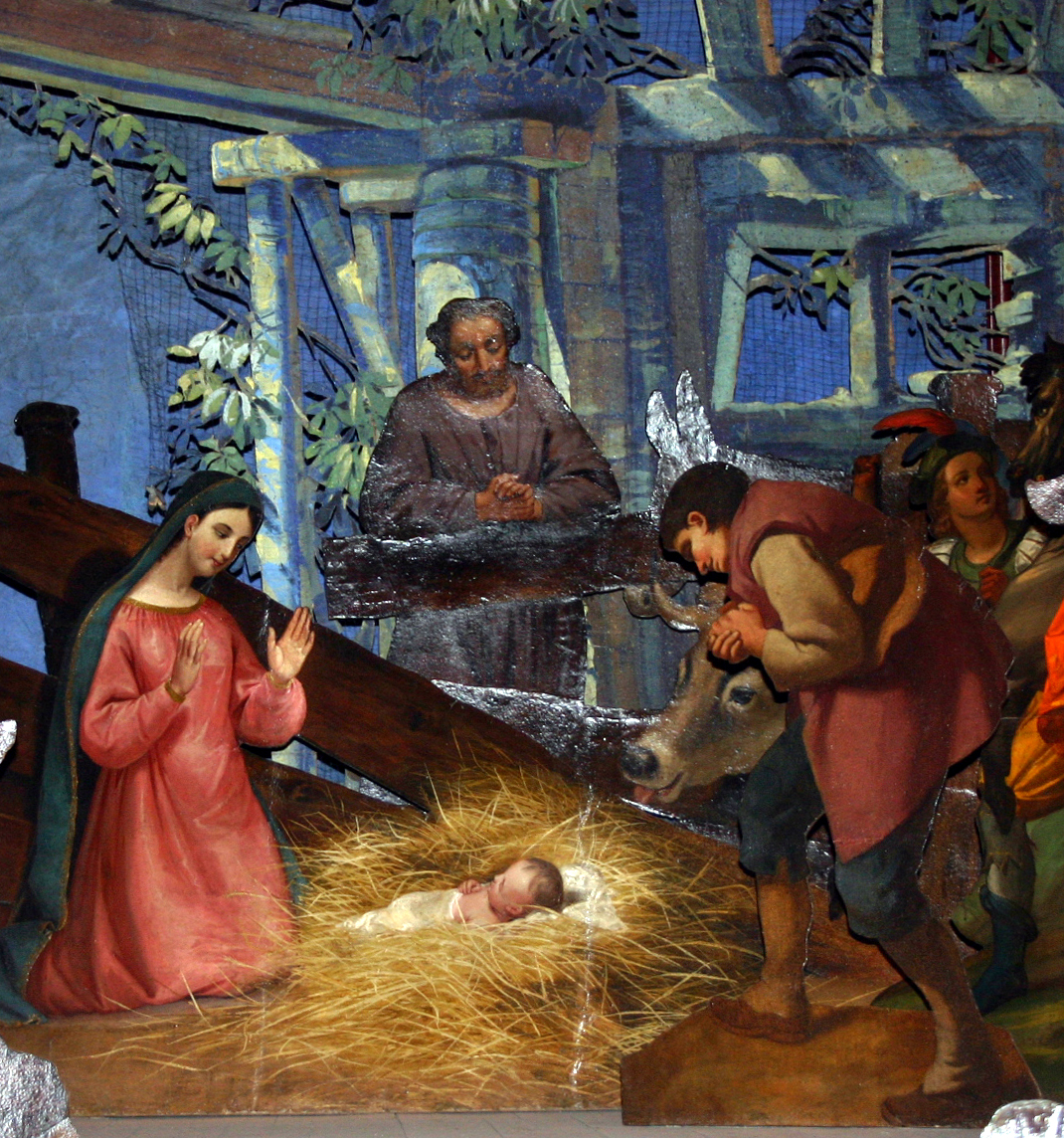
Presépio (1750), por Francesco Londonio. O nascimento de Jesus é metaforizado no conto Natal na Barca, da obra de contos Antes do Baile Verde.

### Religião
Apesar de ter algumas imagens de santos guardadas no apartamento, Lygia não se considerava religiosa, mas acreditava na reza e tinha paixão por alguns deles, como santa Teresinha, a quem descreveu como não sendo "essa água-com-açúcar que dizem", mas que era forte, densa, quase tão densa quanto a própria Teresa de Ávila, que foi uma santa filósofa e intelectual. Quando mais nova, sua mãe lhe colocava nas festas como anjo de procissão. Apesar de ter parado de ir à igreja, por vezes, na Semana Santa, Lygia gostava de ir ver a imagem de Jesus morto e achava a Páscoa a festa mais linda que existe, pois isso a anima e fortalece, tornando sua a vida "suportável".
Em uma entrevista, declarou não ser tão ligada a Deus, e disse que a natureza humana é misturada demais, e que alguns, como Agostinho de Hipona, conseguiram que aquele lado, a banda podre, desaparecesse, sendo esse o triunfo do próprio cristianismo: "Jesus Cristo também conseguiu". Citou o romance O Evangelho segundo Jesus Cristo, de José Saramago, como dos quais mais gosta em se tratando de religião, afirmando que gosta dos agnósticos, pois, em suas palavras, eles são apaixonados por Deus. "É uma negação da paixão. Negam e se dedicam a isso, se entregam. É a forma de paixão mais revolucionária que existe. Judas tinha paixão por Cristo. Roía as unhas, arrancava as orelhas, entregou Cristo e se matou. Só a morte, só a desaparição, poderia acabar com aquela fonte de sofrimento dele, aquela fonte de amor e de ódio". Também afirmou que às vezes acredita em reencarnação, às vezes, em transmigração das almas.

## Vida pessoal
Em 1947, aos 24 anos, Lygia casou-se com o jurista Gofredo Teles Júnior, seu professor de direito internacional privado, de quem adquiriu o sobrenome; no entanto, o casal separou-se poucos anos depois. Ela teve seu segundo casamento em 1962 com o crítico de cinema Paulo Emílio Salles Gomes, seu ex-colega da Universidade de São Paulo (USP). Sobre Carlos Drummond de Andrade, ela revelou que teve apoio dele no começo de sua carreira. "Ele percebeu que eu era uma jovem sozinha, sem dinheiro, com ambições, escrevendo, e ele então foi afetuoso, foi ouvinte. Ele fez a terapia que eu jamais teria dinheiro para pagar. Ele me aceitou, me estendeu a mão".

## Morte
Lygia morreu em 3 de abril de 2022, aos 103 anos, de causas naturais. O velório foi aberto ao público, na Academia Paulista de Letras, no Largo do Arouche, e decorreu das 18h às 20h30. Na manhã do dia seguinte, seu corpo foi cremado no Cemitério da Vila Alpina, na Zona Leste de São Paulo, tendo a cerimônia sido restrita aos familiares. Sua morte teve grande repercussão na mídia, e diversas personalidade e figuras políticas prestaram suas homenagens nas redes sociais e/ou em aparições públicas, como Cícero Sandroni, Daniel Munduruku, Valter Hugo Mãe, Luiz Schwarcz, Raimundo Carrero, João Doria, Luiza Erundina e Jandira Feghali. Em entrevista, Merval Pereira, presidente da Academia Brasileira de Letras, descreveu-a como uma "figura exponencial" e declarou que a escritora "foi fundamental não só para a literatura, ela foi uma grande líder feminista, ela relatava a sua vida moderna, e fazia isso colocando as mulheres em uma posição de destaque. Então, além de grande escritora, ela era uma grande figura humana. [...] A literatura brasileira perde uma grande mulher", enquanto José Renato Nalini, em nome da Academia Paulista de Letras, escreveu:
"A mais notável personalidade da literatura brasileira, patriota e democrata, já era lenda em vida. Permanecerá no Panteão das glórias universais e, para orgulho nosso, era mais academicamente bandeirante. Não faltava aos nossos encontros semanais no Arouche. A gigantesca e exuberante obra continuará a ser revisitada, enquanto houver leitor no mundo".
O governador de São Paulo, Rodrigo Garcia, decretou luto oficial no estado por três dias pela morte da escritora.

## Prêmios
Ao longo de sua carreira, Lygia recebeu importantes prêmios literários nacionais e internacionais, como o Prêmio Camões; o Prêmio Jabuti na categoria de Contos e Crônicas em 1966, 1996 e 2001 e na categoria Romance em 1974; o Prêmio Coelho Neto; o Grande Prêmio Internacional Feminino para Estrangeiros na França, em 1971; e o Troféu APCA em 1973, 1980, 2000 e 2007. No dia 13 de outubro de 2005, escritora recebeu o Prêmio Camões, o mais importante da literatura em português, na cidade do Porto, no norte de Portugal, país que disse amar profundamente e onde afirma possuir antigas raízes familiares. O ato solene contou com a presença dos então presidentes do Brasil e Portugal, Luiz Inácio Lula da Silva e Jorge Sampaio, respectivamente, onde Lula agradeceu a contribuição da escritora à cultura brasileira e à língua portuguesa através de uma linguagem que definiu como "iluminada". Ela recebeu cem mil euros da premiação. Em 2015, venceu o Prêmio Cultura da Fundação Conrado Wessel e ganhou trezentos mil reais.
Em 2016, mais de 30 anos depois da última indicação brasileira, a escritora tornou-se a primeira mulher brasileira a ser indicada ao prêmio Nobel de Literatura. Logo após a publicação dos nomeados, o crítico Marcelo Gouveia, do Jornal Opção, notou que, apesar do talento de Lygia, seria pouco provável ela ganhar porque, além do eurocentrismo, a lista de premiados também é marcada pela supremacia da presença masculina. A escritora também demonstrou consciência total desta realidade: "Como eu digo no texto sobre o meu processo criativo, sou uma escritora do Terceiro Mundo, uma escritora engajada nos horrores das diferenças sociais, uma escritora num país de miseráveis e analfabetos. [...] Aqui, os que sabem ler, não leem. Os que compram livros também não leem. [...] Fala-se muito em prêmios. Ora, os prêmios... Escrevemos numa língua desconhecida. Desprestigiada. Não somos lidos nem na América Latina, quem nos conhece na Venezuela? No Chile? Na Colômbia? [...] Participei em Cáli de um encontro da nova narrativa sul-americana, fui para falar do meu trabalho. E acabei informando ao público de escritores sul-americanos que a nossa língua era o português. Português? Sim, português com estilo brasileiro".
Outros prêmios incluem:
- Prêmio Afonso Arinos da Academia Brasileira de Letras (1949);
- Prêmio do Instituto Nacional do Livro (1958);
- Prêmio Boa Leitura (1964);
- Prêmio do I Concurso Nacional de Contos do Governo do Paraná (1968);
- Prêmio Guimarães Rosa da Fundepar (1972);
- Prêmio Coelho Neto da Academia Brasileira de Letras (1973);
- Prêmio Ficção, da Associação Paulista dos Críticos de Arte (1974 e 1980);
- Prêmio do Pen Clube do Brasil (1977);
- Prêmio II Bienal Nestlé de Literatura Brasileira Contos (1984);
- Prêmio Pedro Nava, o Melhor Livro do Ano (1989);
- Melhor livro de contos, Biblioteca Nacional;
- Prêmio APLUB de Literatura;
- Prêmio Bunge (2005).

### Reconhecimento e honras

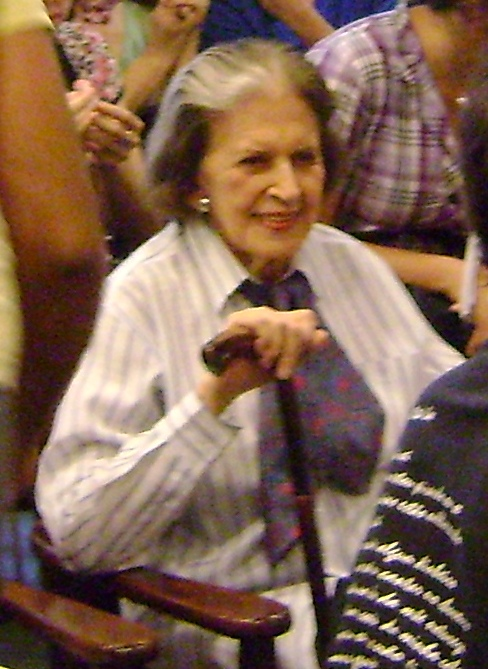
Lygia durante uma homenagem na quinta edição da Balada Literária realizada na Livraria da Vila em 18 de novembro de 2010.

Lygia já foi honrada em diversas ocasiões. Recebeu a Medalha Mário de Andrade, do Governo do Estado de São Paulo; Medalha Mérito Cívico e Cultural, da Sociedade Brasileira de Heráldica de São Paulo; Medalha do Grande Prêmio Literário de Cannes, na categoria Contos (1969); Medalha do Prêmio Imperatriz Leopoldina, do Instituto Histórico e Geográfico de São Paulo (1969); Ordem do Rio Branco, Comendador (1985); título Personalidade Literária do Ano de 1987, conferido pela Câmara Brasileira do Livro; medalha Ordre des Arts et des Lettres, do Ministério da Cultura da França (1998) e Ordem al Mérito Docente y Cultural Gabriela Mistral, do governo do Chile. Foi agraciada, em março de 2001, com o título de Doutora Honoris Causa pela Universidade de Brasília (UnB). Em 2009, o então governador José Serra homenageou-a, além de outros artistas, com o título Cavaleiro da Ordem do Ipiranga. Durante a homenagem, afirmou: "São pessoas que deram uma contribuição muito significativa para a vida brasileira, para o lazer, para o desenvolvimento intelectual e também pela sua simplicidade e seu compromisso com as raízes de nosso país”. Em novembro de 2015, ela foi homenageada durante o Encontro Mundial de Invenção Literária, em sessão da Academia Paulista de Letras, onde ela é imortal, e causou comoção ao dizer que sua luta foi "heroica e desesperada".
A primeira edição da Ilustrada, que circulou no dia 10 de dezembro de 1958, no jornal Folha da Manhã, trazia uma entrevista com a escritora. O caderno, na época, havia sido concebido pelo então dono do jornal, José Nabantino Ramos, como um suplemento feminino.

## Legado

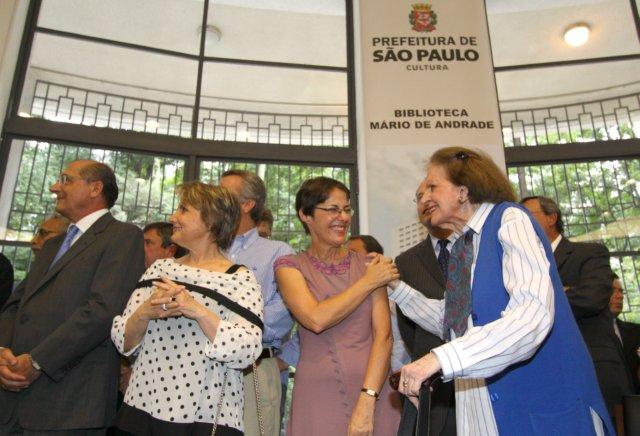
Lygia (à direita) ao lado da ex-Ministra da Cultura Ana de Hollanda na cerimônia de reabertura da Biblioteca Municipal de São Paulo ocorrida em 26 de janeiro de 2011.

Lygia tornou-se uma referência e um dos maiores nomes da literatura brasileira, e seus escritos são um patrimônio da cultura e da língua Portuguesa. Mesmo com obras publicadas no século passado e com mais de 80 anos de atividade literária, ela é considerada uma escritora contemporânea, pois seu trabalho tem influenciado feministas, especialistas em literatura e ativistas dos direitos LGBT no Brasil.
No dia 2 de setembro de 2016, a Editora da Universidade Federal de Alagoas (Edufal) lançou, durante a 24.ª Bienal Internacional do Livro de São Paulo, um livro intitulado "A construção de Lygia Fagundes Telles - Edição Crítica de Antes do baile verde", escrito pelo professor, ator e escritor alagoano Nilton Resende. Em 2017, o Secretário da Educação de São Paulo, José Renato Nalini, instituiu o concurso "Especial – Lygia Fagundes Telles – 2017".
Em novembro do mesmo ano, Lygia foi retratada no filme Lygia, uma Escritora Brasileira, realizado pela equipe da TV Cultura, dirigido por Helio Goldsztejn com roteiro de Eneas Carlos Pereira. Calcado em depoimentos, alguns deles entrevistas da própria Lygia para a TV, o filme desenha uma mulher forte, que superou a morte do único filho investindo na escrita e conquistando a admiração de seus colegas.
O acervo pessoal da autora está sob tutela do Instituto Moreira Salles.

## Lista de obras
A obra lygiana constitui-se de quatro romances, 20 livros de contos, algumas crônicas, participações em antologias e coletâneas. Com publicações de sucesso no exterior, teve seus livros lançados em diversos países: Portugal, França, Estados Unidos, Alemanha, Itália, Holanda, Suécia, Espanha e República Checa, entre outros, com obras adaptadas para a televisão, teatro e cinema. Em uma publicação, o Huffpost Brasil listou os livros As Meninas, Ciranda de Pedra, Verão no Aquário, Antes do Baile Verde e A Disciplina do Amor como as obras que mostram que Lygia é um ícone literário.

### Romances
- Ciranda de Pedra, 1954
- Verão no Aquário, 1964
- As Meninas, 1973
- As Horas Nuas, 1989

### Livros de contos
- Porão e Sobrado, 1938
- Praia Viva, 1944
- O Cacto Vermelho, 1949
- Histórias do Desencontro, 1958
- Histórias Escolhidas, 1961
- O Jardim Selvagem, 1965
- Antes do Baile Verde, 1970
- Seminário dos Ratos, 1977
- Filhos Pródigos, 1978 (reeditado como A Estrutura da Bolha de Sabão, 1991)
- A Disciplina do Amor, 1980
- Mistérios, 1981
- Venha Ver o Pôr do Sol e Outros Contos, 1987
- A Noite Escura e Mais Eu, 1995
- Oito Contos de Amor, 1996
- Invenção e Memória, 2000
- Durante Aquele Estranho Chá: Perdidos e Achados, 2002
- Conspiração de Nuvens, 2007[98]
- Passaporte para a China: Crônicas de Viagem, 2011
- O Segredo e Outras Histórias de Descoberta, 2012
- Um Coração Ardente, 2012

### Antologias
- Seleta, 1971 (organização, estudos e notas de Nelly Novaes Coelho)
- Lygia Fagundes Telles, 1980 (organização de Leonardo Monteiro)
- Os melhores contos de Lygia F. Telles, 1984 (seleção de Eduardo Portella)
- Venha ver o pôr-do-sol, 1988 (seleção dos editores - Ática)
- A confissão de Leontina e fragmentos, 1996 (seleção de Maura Sardinha)
- Oito contos de amor, 1997 (seleção de Pedro Paulo de Sena Madureira)
- Pomba enamorada, 1999 (seleção de Léa Masima).
- Meus Contos Preferidos, 2004 (Rocco)

### Participações em coletâneas
- Gaby, 1964 (novela - in Os sete pecados capitais - Civilização Brasileira)
- Trilogia da confissão, 1968 (Verde lagarto amarelo, Apenas um saxofone e Helga - in Os 18 melhores contos do Brasil - Bloch Editores)
- Missa do galo, 1977 (in Missa do galo: variações sobre o mesmo tema - Summus)
- O muro, 1978 (in Lições de casa - exercícios de imaginação - Cultura)
- As formigas, 1978 (in O conto da mulher brasileira - Vertente)
- Pomba enamorada, 1979 (in O papel do amor - Cultura)
- Negra jogada amarela, 1979 (conto infanto-juvenil - in Criança brinca, não brinca? - Cultura)
- As cerejas, 1993 (in As cerejas - Atual)
- A caçada, 1994 (in Contos brasileiros contemporâneos - Moderna)
- A estrutura da bolha de sabão e As cerejas, s.d. (in O conto brasileiro contemporâneo - Cultrix)

### Crônicas publicadas na imprensa
- Não vou ceder. Até quando?. "O Estado de S. Paulo" - 6 de janeiro de 1992
- Pindura com um anjo. "Jornal da Tarde" - 11 de agosto de 1996

### Traduções
| Para o alemão - Filhos Pródigos, 1983 - As Horas Nuas, 1994 - Missa do Galo, 1994 | Para o espanhol - As Meninas, 1973 - As Horas Nuas, 1991 | Para o polaco - A Chave, 1977 - Ciranda de Pedra, 1990 (traduzido também para o chinês e espanhol). |

| Para o inglês - As Meninas, 1982 - Ciranda de Pedra, 1986 - Seminário dos Ratos, 1986 | Para o italiano - As Pérolas, 1961 - As Horas Nuas, 1993 | Para o tcheco - Antes do Baile Verde, s.d. (traduzido também para russo) |

| Edições em Portugal - Antes do Baile Verde, 1971 - A Disciplina do Amor, 1980 - A Noite Escura e Mais Eu, 1996 - As Meninas, s.d. | Para o sueco - As Horas Nuas, 1991 | Para o francês - Filhos Pródigos, 1986 (la Structure de la bulle de savon) - Antes do Baile Verde, 1989 (Un thé bien fort et trois tasses) - As Horas Nuas, 1996 (l'Heure nue) - Contes de Noël brésiliens, 1997 - Invenção e Memória, 2003 (Mémoires et Inventions) - As Meninas, 2005 (les Pensionnaires, Brésil 70, Un rêve de liberté) |

| Para o holandês - As Meninas, 1998 (De meisjes) |

### Adaptações
| Para o cinema - Capitu (roteiro); parceria com Paulo Emílio Salles Gomes, 1968 (Siciliano). - As Meninas (adaptação), 1995 - A Barca (curta-metragem baseado no conto "Natal na barca"), 2020 | Para o teatro - As Meninas, 1988 e 1998 | Para a televisão - O Jardim Selvagem, 1978 (Caso especial - TV Globo) - Ciranda de Pedra, 1981 (Novela - TV Globo) - Era uma vez Valdete, 1993 (Retratos de mulher - TV Globo) - Ciranda de Pedra (Remake), 2008 (Novela - TV Globo) |